# Luke Pasqualino
Luke Pasqualino, född 19 februari 1990 i Peterborough, England, är en brittisk skådespelare med italienskt påbrå som spelar Freddie Mclair i TV-serien Skins och d'Artagnan i The Musketeers.